# Дом-музей Мао Дуня (Пекин)
Дом-музей Мао Дуня (кит. упр. 茅盾故居, пиньинь Máo Dùn Gùjū) открыт в районе Дунчэн Пекина 27 марта 1985 года.

## О музее
Музей открыт в доме, где жил китайский писатель Мао Дунь с 1971 года до своей кончины в 1981 году. Здесь им была написана книга воспоминаний «Пройденный мною путь».
Комплекс зданий представляет традиционный для Пекина сыхэюань. Здесь на площади 850 м² разместились три выставочных зала, конференц-зал и другие помещения. В переднем зале расположена постоянная выставка «Великий революционный литератор Мао Дунь», посвящённая жизнь писателя от рождения до кончины. Обстановка кабинета и спальни сохранились с тех времён, когда здесь жил Мао Дунь. В коллекции музея хранится подборка изданий писателя на китайском и других языках, а также рукописи и фотографии Мао Дуня.
Музей открыт для посещения ежедневно, кроме понедельника, с 9:00 до 16:30.

## Галерея

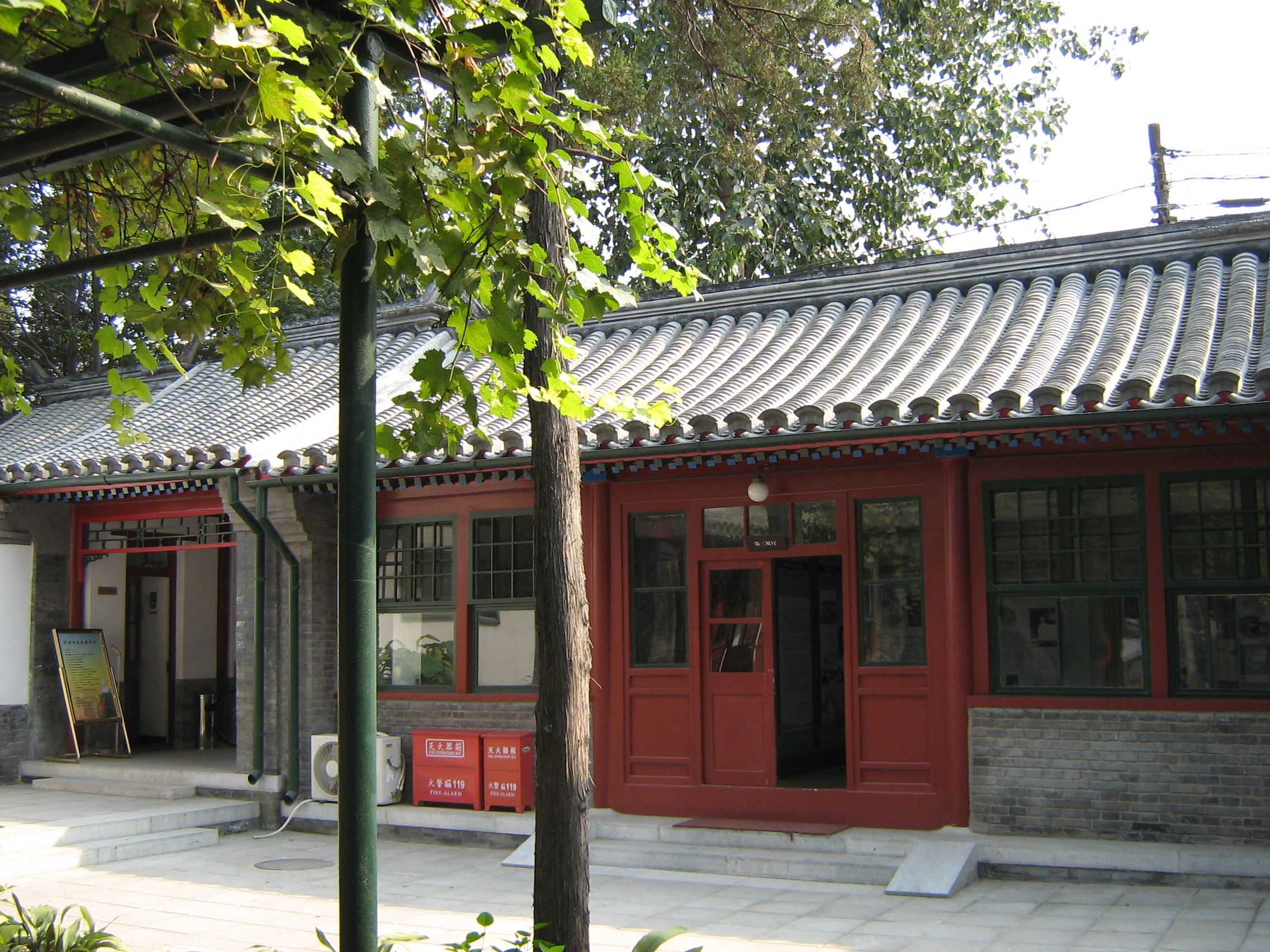
Северное здание
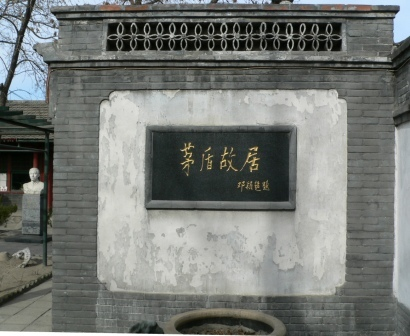
Табличка при входе
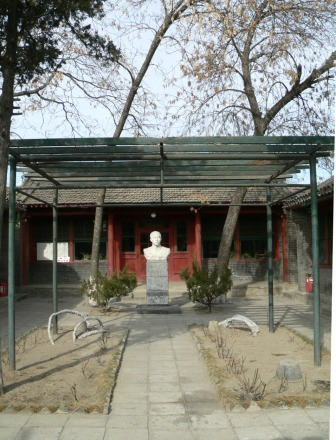
Внутренний двор
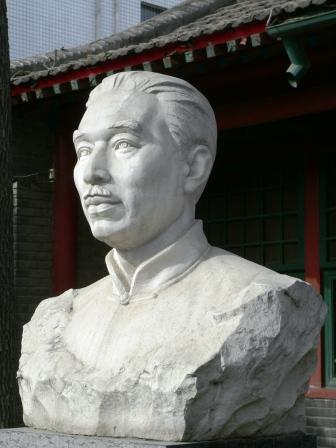
Памятник во внутреннем дворе